# Zorana Mihajlović
Zorana Mihajlović (in serbo Зорана Михајловић?; Tuzla, 5 maggio 1970) è una politica serba.

## Biografia
Nata il 22 maggio 1970 a Tuzla, allora parte della Repubblica Socialista di Bosnia ed Erzegovina, ha studiato a Belgrado laureandosi in economia all'Università di Belgrado nel 1993.

### Carriera politica
Ha cominciato la propria carriera politica militando nel G17 Plus, un partito politico serbo, diventando consigliera per Energia e Protezione Ambientale nell'ufficio dell'allora Vice Primo ministro Miroljub Labus.
Nell'aprile del 2010 ha lasciato il partito, iscrivendosi al Partito Progressista Serbo e raggiungendo in poco tempo la leadership rimanendovi fino al 2023 quando lascia pure quest'ultimo.
Il 27 luglio 2012 viene designata ministro dell'energia, dello sviluppo e della protezione ambientale.
Dal 27 aprile 2014 è Vice Primo Ministro e ministro delle infrastrutture e dei trasporti, incarichi riconfermati nel 2017.In carica rimane fino all'ottobre 2020, diventando ministro delle attività minerarie e dell'energia  il 26 ottobre 2022.